# Transformers: Beast Wars Transmetals
Transformers: Beast Wars Transmetals è un videogioco picchiaduro a incontri del 1999 basato sulla serie a cartoni animati Rombi di tuono e cieli di fuoco per i Biocombat, legata al franchise Transformers, sviluppato per Nintendo 64 e PlayStation. La versione per Nintendo 64 è stata pubblicata inizialmente come esclusiva per il noleggio presso Blockbuster.
La versione per Nintendo 64 del videogioco è conosciuta con il titolo  (ビーストウォーズメタルス64?, Transformers: Beast Wars Metals 64) in Giappone mentre la versione per PlayStation del videogioco è conosciuta con il titolo  (ビーストウォーズメタルス 激突!ガンガンバトル?, Transformers Beast Wars Metals: Gekitotsu! Gangan Battle). La versione per Nintendo 64 ha un finale diverso per ogni personaggio, mentre quella per PlayStation soltanto due a seconda se si è scelto di giocare con un maximal o un predacon.
Ogni personaggio è dotato di tre differenti modalità proveniente dalla serie televisiva: modalità "bestia", modalità "veicolo" e modalità "robot". La modalità "Robot" è la più potente, ma quella più dispendiosa in termini di energia, e per ricaricarsi è necessario passare alla modalità "bestia" o "veicolo", più deboli. Curioso notare che Rhinox e Waspinator sono rappresentati come trasmetalici in questo videogioco al contrario della serie animata, ma non vengono usati come personaggi giocabili, si vedono solo nei filmati del gioco. Anche Black Arachnia è transmetalica e non è giocabile, ma il suo aspetto transmetalico nella serie animata avviene nella terza stagione, mentre gli eventi del gioco sono ambientati nella seconda stagione.